# Quando canta il merlo siamo fuori dell'inverno

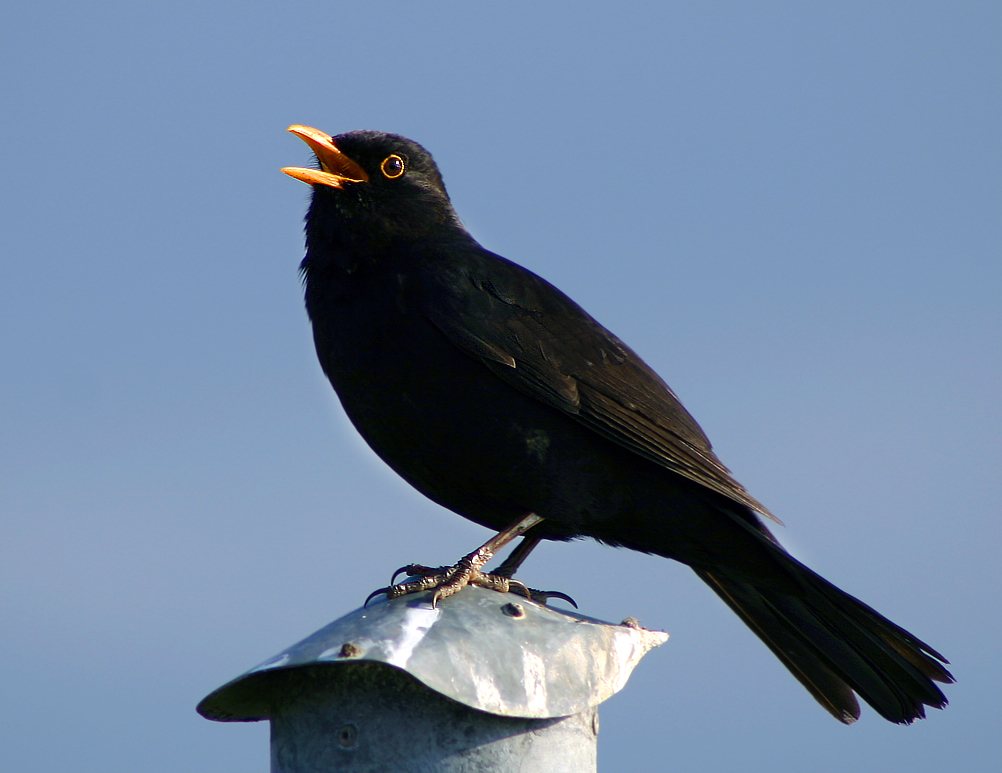
Merlo maschio

Quando canta il merlo siamo fuori dell'inverno è un antico proverbio popolare basato su una precisa conoscenza della natura, e soprattutto delle abitudini del merlo.

## Il merlo e la primavera
Abitualmente i merli stanziali, nel periodo invernale, si raggruppano in colonie piuttosto numerose, caratterizzate da un silenzio spettrale. Questo infatti è il periodo di preparazione degli accoppiamenti e solamente verso il mese di febbraio, quando le coppie sono costituite, i merli in amore cominciano a cantare. 

È da sottolineare che il contadino spesso si affida ad alcuni segnali premonitori che indicano quelle svolte, anche improvvise e temporanee, nelle condizioni meteorologiche, che possono risultare decisive per l'esito della produzione stagionale.

Uno tra i segnali più affidabili è proprio il canto del merlo, seguito successivamente da quello del cuculo, che di solito si manifesta verso la fine di marzo.>

## Il merlo e il cuculo
(dialettale romagnolo)
("Quando canta il merlo andiamo fuori dall'inverno e quando canta il cuculo ne siamo fuori completamente").